# 9375 Omodaka
9375 Omodaka (1993 HK) là một tiểu hành tinh vành đai chính được phát hiện ngày 16 tháng 4 năm 1993 bởi K. Endate và K. Watanabe ở Kitami.